# Christian Sibelius
Christian Sibelius, född 28 mars 1869 i Tavastehus, död 2 juli 1922 i Helsingfors, var en finländsk läkare. Han var bror till Jean Sibelius.

## Biografi
Christian Sibelius var son till Christian Gustaf Sibelius (1821-68), stads- och militärläkare i Tavastehus, och Maria Charlotta Borg (född 1862). Han hade två syskon, varibland Jean Sibelius. Efternamnet Sibelius kommer från Sibbe gård i Lappträsk i Östnyland. Efter faderns död 1868 flyttade Sibelius och hans syskon till Sibelius mormor. Sibelius blev filosofie kandidat 1889, medicine doktor 1897, blev samma år docent i patologisk anatomi vid Helsingfors universitet. Sibelius doktorsavhandling, Bidrag till kännedomen om de histologiska förändringarna i ryggmärgen, de spinala rötterna och ganglierna vid progressiv paralysi (1897), behandlade både de normalhistologiska och de patologiska förhållandena och påvisade släktskapen i sjukdomsarten mellan allmän paralysi och ryggmärgslidande. Den ställde honom med ens i främsta ledet bland samtidens patologiska anatomer.
Av hans arbeten inom denna vetenskap kan vidare nämnas Till kännedomen om de efter amputationer uppkommande förändringarna i nervsystemet med speciell hänsyn till de spinokutana neuronerna (i "Finska läkaresällskapets Handlingar" 1897) och Zur Kenntniss der Entwicklungsstörungen der Spinalganglienzellen bei hereditär luetischen, missbildeten und anscheinend normalen Neugeborenen (i "Zeitschrift für Nervenheilkunde", 1901). Resultat av en studievistelse i Berlin 1902–05 blev avhandlingarna Zur Kenntniss der Gehirnerkrankungen nach Kohlenoxydvergiftung (i "Zeitschrift für klinische Medicin", 1903) och Die psychischen Störungen nach akuter Kohlenoxydvergiftung (i "Monatsschrift für Psychiatrie und Neurologie", 1905).
Förordnad att uppehålla överläkartjänsten 1904 vid Lappvikens centralanstalt för sinnessjuka (varmed var förenad undervisningen för medicine kandidater), slog Sibelius sig nu direkt på psykiatriska studier och skrev avhandlingarna Drei Fälle von Caudaaffektionen och Zur Kenntnis der Zweiteilung des Rückenmarkes (Diastematomyelie) (bägge i "Arbeiten aus der pathologischen Institution der Universitet Helsingfors", 1906–07). Han utnämndes 1906 till docent och 1909 till e.o. professor i psykiatri samt blev 1921 ordinarie professor i ämnet. Sibelius utövade vidsträckt praktik inom sitt område och ivrade för sinnessjukvårdens förbättrande, stiftade 1913 Psykiatriska föreningen och Stiftelsen för psykisk hälsa samt var ordförande i dem bägge. Han var även en framstående violoncellspelare.
Christian Sibelius var gift med författaren Kaino Ihanelma (Nelma) Swan (1878–1970) och de hade fyra barn. Han är begravd på Sandudds begravningsplats i Helsingfors.